# Samantha Terán
Samantha Terán Quintanilla (6 de mayo de 1982), destacada deportista mexicana de la especialidad de squash quien fue campeona de Centroamérica y del Caribe en Mayagüez 2010.

## Trayectoria
La trayectoria deportiva de Samantha Teran se identifica por su participación en los siguientes eventos nacionales e internacionales:

### Juegos Centroamericanos y del Caribe
Fue reconocido su triunfo de ser la deportista de squash con el mayor número de medallas de oro de la selección de  México 
en los juegos de Mayagüez 2010.

#### Juegos Centroamericanos y del Caribe de Mayagüez 2015
Su desempeño en la vigésima primera edición de los juegos, se identificó por ser la deportista de squash con el mayor número de medallas de oro entre todos los participantes de la disciplina, con un total de 3 medallas:

- , Medalla de oro: Dobles
- , Medalla de oro: Individual
- , Medalla de oro: Equipos